# 卡特邁火山

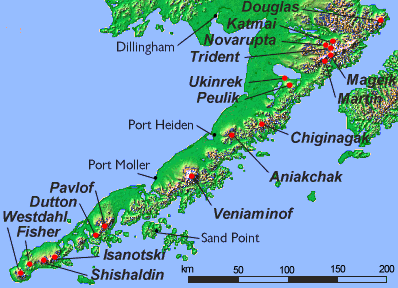

卡特邁火山（俄語:Катмай）是南阿拉斯加州阿拉斯加半島的大型複式火山，位於卡特邁國家公園和自然保護區，由阿拉斯加州負責管轄，屬於阿留申山脈的一部分，海拔高度2047米.在1912年的诺瓦鲁普塔火山噴發中形成。火山口边缘的最大海拔高度为 2047 米。1975 年，火山口湖的表面海拔约为 1286 米，火山口底部的估计海拔约为 1040 米。 这座山位于科迪亚克岛自治市镇，非常靠近自治市镇的边界。

## 地理
卡特迈山是环绕诺瓦鲁普塔火山的五个喷口之一，它是 1912 年的一次 VEI 6 喷发和相关大量火山碎屑流的源头。该火山已造成 10 人死亡。 卡特迈主要由熔岩流、火山碎屑岩和非熔合凝集的空气坠落组成。 卡特邁火山和相邻锥体的第四纪火山岩厚度不到 5,000 英尺（1,500 米）。 火山的大部分被冰雪覆盖，几条山谷冰川从侧面辐射出来。
卡特迈火山建在侏罗纪晚期 Naknek 组的沉积岩上，这些沉积岩暴露在火山口边缘以西，海拔约 5,000 英尺（1,520 米），以及火山口的北部和东南部。 据报道，火山口西墙海拔超过 6,000 英尺（1,830 米）和东墙底部附近 3,400 英尺（1,040 米）附近有沉积岩。
1. ↑  . Avo.alaska.edu.   [2013-11-22]. （原始内容存档于2022-01-19）.